# Frontenas
Frontenas is een gemeente in het Franse departement Rhône (regio Auvergne-Rhône-Alpes) en telt 818 inwoners (1999). De plaats maakt deel uit van het arrondissement Villefranche-sur-Saône.

## Geografie
De oppervlakte van Frontenas bedraagt 3,4 km², de bevolkingsdichtheid is 240,6 inwoners per km².
De onderstaande kaart toont de ligging van Frontenas met de belangrijkste infrastructuur en aangrenzende gemeenten.

## Demografie
Onderstaande figuur toont het verloop van het inwonertal (bron: INSEE-tellingen).